# Kostel svaté Kateřiny (Klimkovice)
Kostel svaté Kateřiny je římskokatolický farní kostel, původně vystavěný v gotickém slohu. Nachází se v centru města Klimkovice.

## Historie

### 13.–16. století
Některé zdroje tvrdí, že v Klimkovicích existoval již ve 13. století dřevěný kostelík, protože v kostelním inventáři je záznam o kostelních zvonech s letopočty 1251 a 1261. Bohužel nejsou dochovány žádné písemné záznamy z tohoto období, ty nejspíše shořely při požárech v letech 1848 a 1854. Nicméně se předpokládá, že nejstarší část (presbytář kostela a krátká loď) byla vystavěna okolo roku 1400 v gotickém slohu. Patrným pozůstatkem gotické stavby je Vítězný oblouk (kostel)vítězný oblouk presbytáře z opracovaných klenáků, který se nyní nachází nad klenbou v půdním prostoru, což nasvědčuje tomu, že gotická loď svou výškou nejspíše překonávala tu nynější. V půdním prostoru je taktéž zachována část ostění gotického okna, které bylo již v minulosti zazděno. V okolí okna se dochovaly pozůstatky omítky okrové barvy. Základy i obvodové zdivo bylo vytvořeno z lomového kamene a na pilíře byl použit opracovaný pískovec.
V letech, kdy klimkovické panství spravovala Johanka z Bítova, nejspíše proběhla přestavba kostela. Usuzuje se tak podle letopočtu 1547 na překladu okénka ve staré sakristii a podle znaku rodu Bítovců, který je vyobrazen na svorníku klenby v lodi kostela. V této době se většina obyvatel Klimkovic přiklonila k luteránství a začali se scházet v katolickém kostele. Proto Johančin manžel Hynek I. z Vrbna nechal pro katolíky vystavět menší zděný kostelík svaté Trojice.
V roce 1572 odkoupil klimkovické panství Ondřej Bzenec z Markvartic, jež patřil k rodu českých rytířů, kteří se na počátku 16. století vyznamenali v boji proti Turkům v Uhrách, po boku císaře Ferdinanda I. Ondřej Bzenec nechal v letech 1578–1579 přestavět v renesančním slohu klimkovický zámek a zároveň také kostel, který zasvětil svaté Kateřině, patronce své manželky. Kostel byl v této době přestavěn a rozšířen o věž. Věž měla také funkci jakési bašty, která díky své strategické poloze umožňovala ochranu jižní strany zámeckého křídla. Na západní stěně věže mají okna tvar střílen. Byla vybudována také chodba, která propojuje první patro zámku s kruchtou kostela, později byla vybudována nynější sakristie, dříve využívána jako umrlčí komora (od roku 1766 sloužila jako sakristie). Na stavbu této západní části byl použit lomový kámen v kombinaci s pálenou cihlou. V presbytáři kostela zbudoval Ondřej Bzenec rodinnou hrobku. V severní části presbytáře jsou umístěny náhrobní kameny členů rodu Bzenců. Snaha Ondřeje Bzence dosadit do kostela katolického kněze byla neúspěšná a kostel i nadále zůstal ve správě protestantského faráře. Ondřej Bzenec byl zabit v roce 1595 při cestě z Opavy do Klimkovic a je pohřben v rodinné hrobce. Po jeho smrti získal panství Ondřejův synovec Kryštof Bzenec. Smrtí Kryštofa, který neměl žádného potomka, vymřel rod Bzenců. Kryštof Bzenec byl také pochován v rodinné hrobce v presbytáři kostela.

### 17.–19. století
Po táhlých sporech o dědictví nakonec připadly Klimkovice Vlčkům (Wilczkům), kteří také přijali katolickou víru – od roku 1628 spravoval farnost opět katolický kněz. Tím se jim otevřela cesta k vysokým úřednickým postům. Nejvýznamnějším členem tohoto rodu byl Jindřich Vilém Wilczek, který dosáhl hodnosti polního maršálka v císařském vojsku, stal se velvyslancem u ruského cara Petra Velikého a posléze také velvyslancem v Polsku, Prusku a Dánsku. Oženil se velice výhodně s bohatou hraběnkou Marií Charlottou Saint-Hilierovou. V letech 1730–1738 nechal ke kostelu přistavět boční kapli, která měla sloužit jako rodinná hrobka a je zasvěcena Janu Nepomuckému. V ní byl také po své smrti v roce 1739 pochován. Je zde pohřben i jeho syn Josef Maria Wilczek a vnuk František Josef Wilczek.
Dne 30. srpna 1848 vypukl v hospodě na náměstí požár, který zničil velkou část Klimkovic. Nebyla to ale jediná pohroma. Dne 21. dubna 1854 vypukl požár na klimkovické faře a zachvátil také kostel a zámek. Po tomto ničivém požáru, který zničil veškeré vybavení kostela, byl mimo četné opravy zakoupen také nový mobiliář kostela. Chatrný stav zámku po požáru znamenal přenesení rodinného sídla Wilczků do Dolních Rakous.

### 20. století
V roce 1970 probíhaly rozsáhlé opravy kostela, díky kterým se podařilo objasnit některé stavebně historické souvislosti. Přispěl k tomu také stavebně technický průzkum pana Antonína Kozelského z téhož roku, ten je zapsán ve farní kronice města Klimkovice.

## Popis kostela

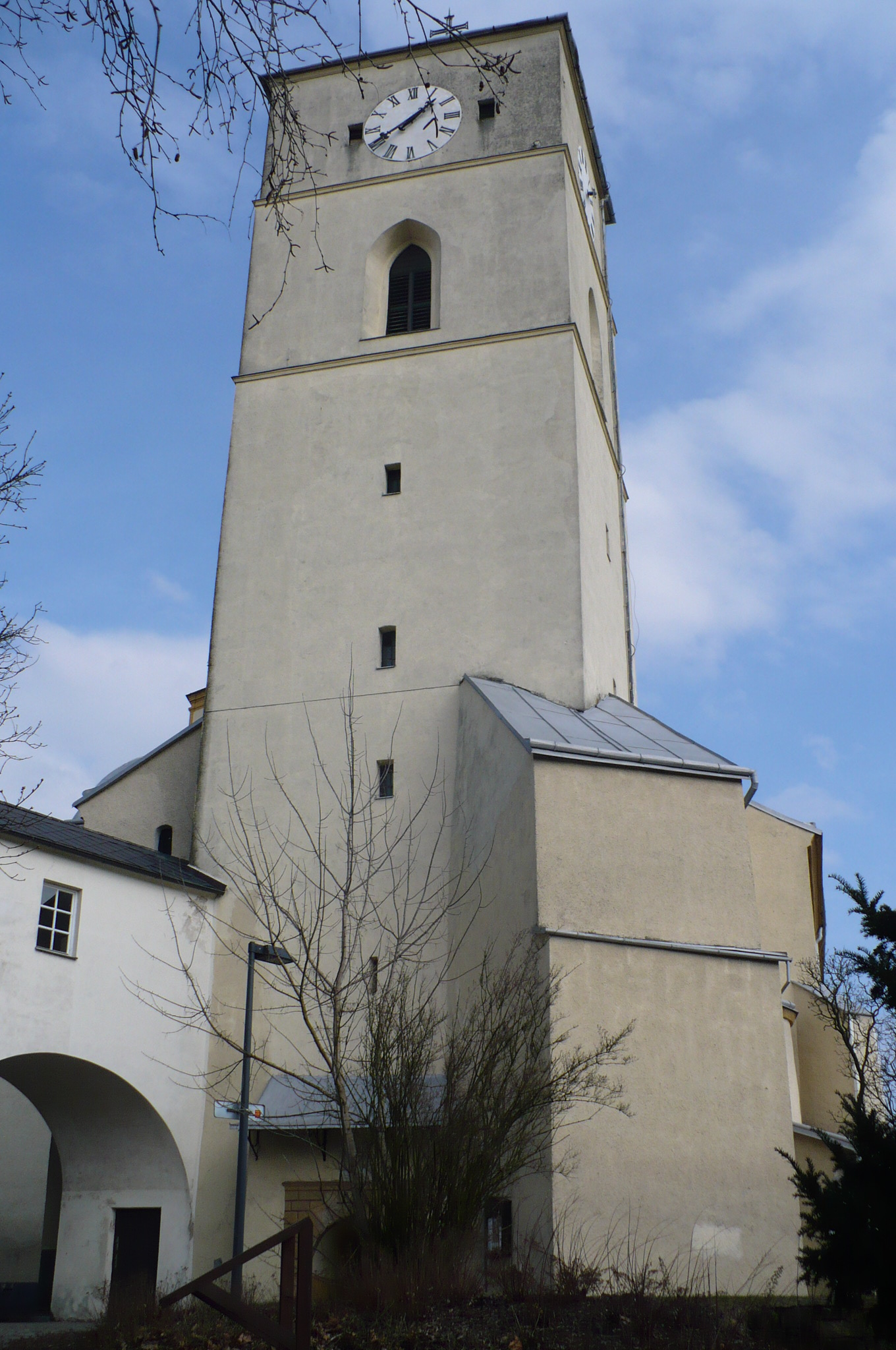
Věž a mohutný opěrný pilíř

### Exteriér
Kostel sv. Kateřiny je orientován východo-západním směrem. Četné stavební úpravy a přestavby mu daly nesymetrický ráz. Kostel je trojlodní s polygonálně uzavřeným presbytářem. Na hřebeni střechy presbytáře kostela je vystavěn sanktusník. Na západní straně kostela se nachází hranolovitá mohutná věž, zakončená nízkou stříškou. Věž má na každé stěně okno se zalomeným ostěním a na západní a jižní straně je několik oken ve tvaru střílen.
Kostel je mírně zahlouben do terénu, to je následkem zrušení hřbitova v 18. století, kdy byly hroby pokryty vrstvou zeminy. Další příčinou je nesourodé podloží, které je pod tíhou kostela a věže vytlačováno, to způsobilo další propad stavby a také naklánění věže. Musel být zbudován mohutný opěrný pilíř, jenž stabilizoval věž, která je nyní nakloněna asi o 64 cm jihozápadním směrem. Hlavní vstup do kostela, zvýrazněný bosovaným portálem, je také asi o 30 cm níže než okolní terén.
U jižní stěny presbytáře stojí sakristie. Dříve byla využívána stará sakristie na severní straně, ale přístavbou kaple, rodinné hrobky Wilczků, k severní straně kostela pozbyla svou funkci. Kaple je nápadná svou kupolí, na jejímž vrcholu se nachází lucerna, a na východě je ukončena apsidou.
Z hlediska konstrukčního je kostel postaven jako stěnový systém doplněný o opěrné pilíře, do kterých jsou svedeny tlaky klenby. V západních nárožích jsou pilíře zbudovány nakoso. Opěráky ve východní části jsou pouze jednoduché a trojlodí je opatřeno odstupňovanými opěrnými pilíři.

### Interiér

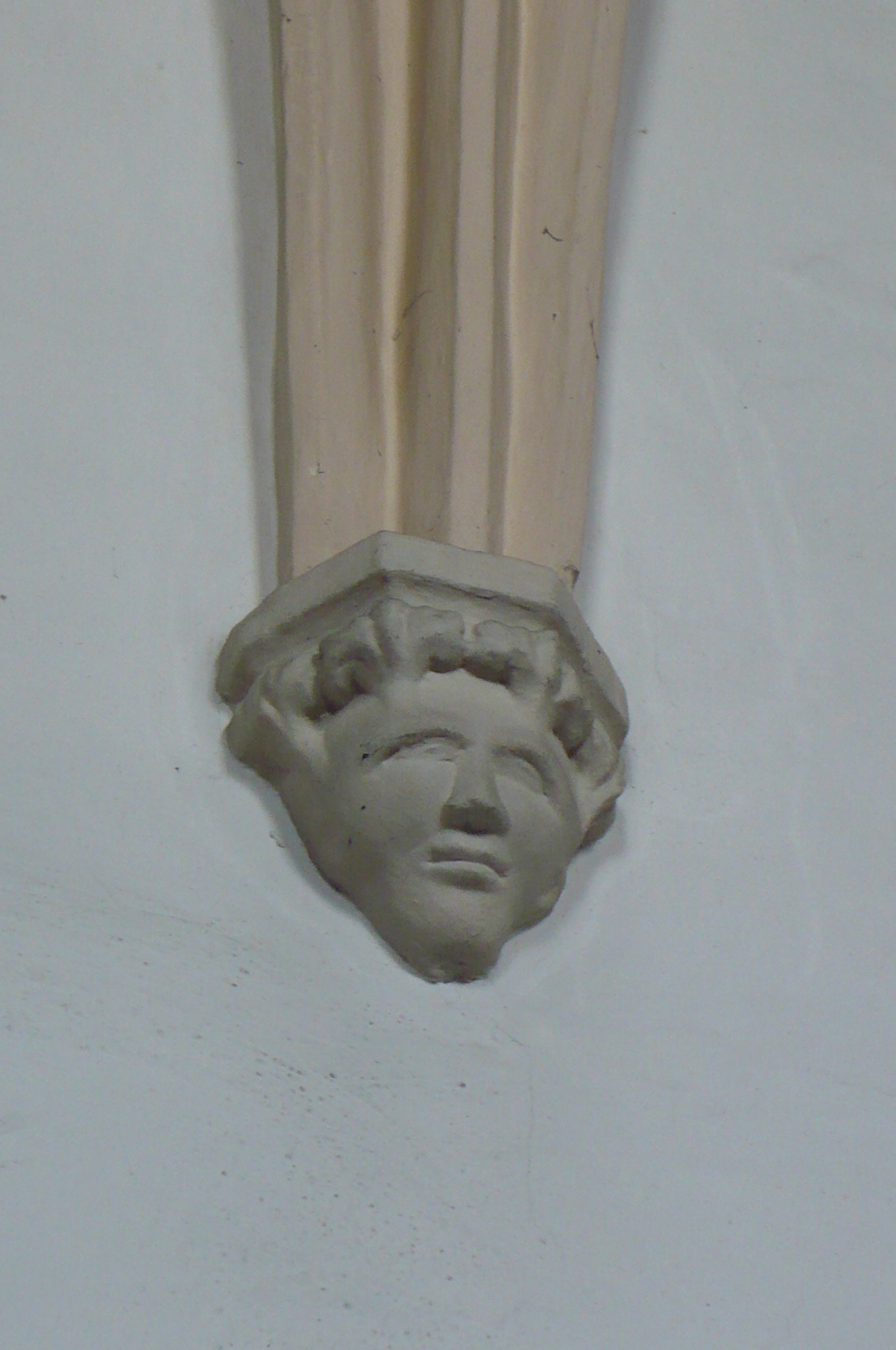
Maskaron v presbytáři

#### Presbytář
Presbyterium je tvořeno polygonálním závěrem o pěti stranách se dvěma jednoduchými okny, ukončenými plným obloukem, a jedním polem křížové žebrové klenby. Žebra tvaru hruškovce jsou svedena na konzoly. Jejich provedení je různé, objevuje se zde motiv vegetabilní a maskarony, které mají znázorňovat podoby poražených Turků, se kterými bojoval Ondřej Bzenec. Konzoly jsou ukončeny polygonálním abakem. Klenba je na vrcholu zakončena talířovým svorníkem, na kterém se také projevuje profilace žeber. Kněžiště se otevírá do lodi lomeným vítězným obloukem.

#### Trojlodí
Hlavní i vedlejší lodě jsou zaklenuty třemi poli křížové žebrové klenby. Žebra jsou svedena do hranolových pilířů mezilodní arkády a klenba je na vrcholu zakončena talířovým svorníkem, na němž se opakuje hruškovcová profilace žeber. Nad vedlejšími loďmi se nachází trojkřídlá empora, neboli tribuna, otevřena arkádou do hlavní lodi. V západní části, na kůru, jsou umístěny varhany.

#### Kaple
Vchod do barokní kaple je umístěn na severní straně kostela. Centrální obdélný prostor je zaklenut kupolí, která se zvedá do výšky 25 metrů. V jejím vrcholu se nachází okulus a lucerna. Kupoli podepírá osm zčásti zapuštěných sloupů s antikizujícími kompozitními hlavicemi a jednoduchým dříkem bez kanelur. Kladí i římsa nad sloupy je zalamovaná. V tamburu kupole je pás oken s plným obloukem. Na východě je mírně odsazené kněžiště, které je zaklenuto lunetovou klenbou. Ta je svedena na čtyři polosloupy. V západní části kaple je náhrobek Jindřicha Viléma Wilczka.

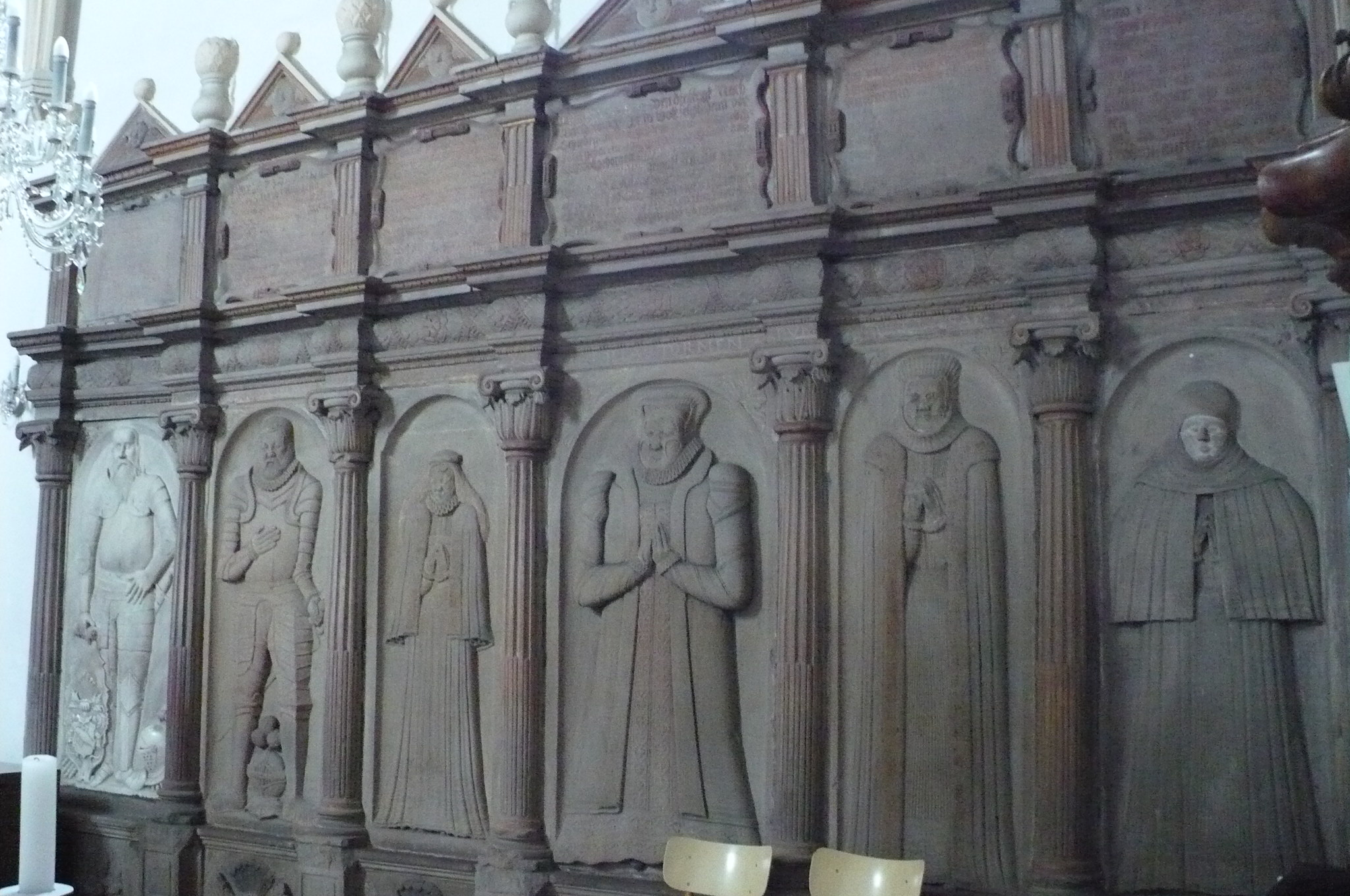
Náhrobky rodiny Bzenců

### Zařízení interiéru
V presbytáři kostela se nachází barokní oltář z třetí čtvrtiny 18. století se čtyřmi plastikami, které znázorňují Máří Magdalénu držící v ruce kříž, svatou Rozálii s věncem růží kolem hlavy, svatou Barboru s kalichem a hostií a svatou Apolenou, patronku zubních lékařů. Oltářní obraz sv. Kateřiny pochází z roku 1899, z dílny akademického malíře Egona Josefa Kossutha z Opavy. Sv. Kateřina je vyobrazena, když přijímá od Ježíše prsten mučednice. V jedné části obrazu je namalován i kostel v Klimkovicích. Do stejného období spadá i kazatelna a křtitelnice.
Na epištolní straně presbytáře se nachází sochařsky ztvárněné náhrobky příslušníků rodiny Bzenců. Náhrobky mají podobu edikul. Na prvním je zobrazen poslední z rodu – Kryštof Bzenec, na druhém Fabián Senitz z Markvartic (bratr Ondřeje Bzence), třetí náhrobek patří Anně (neteř Ondřeje Bzence), čtvrtý paní Barboře z Vrbna (vdova po Janovi Simonu z Füllsteina), pátý paní Kateřině z Děhylova (manželka Ondřeje Bzence) a na posledním náhrobku je vyobrazena paní Tvorkovská z Tvorkova a Kravař (nevlastní dcera Ondřeje Bzence, tedy dcera Kateřiny z Děhýlova z prvního manželství). Náhrobky jsou doplněné latinským nápisem, jehož překlad zní:
„Spravedlivý ať žije ve své věrnosti, Habacus 2. Kapitola. Duše spravedlivých jsou v rukou Boha a nedotýkají se jich muka smrti. Spravedliví nechť žijí věčně.“
V presbytáři se nachází také barokní kazatelna.
V kapli je barokní oltář s božím hrobem a sochou sv. Jana Nepomuckého. Na západní stěně se nachází mramorová náhrobní deska Jindřicha Viléma Wilczka s jeho bustou v životní velikosti a latinským nápisem, který v překladu znamená: „Zde leží hříšník, kaple této zakladatel, kdysi znamenitý a nejvznešenější pán, pán Jindřich Vilém, hrabě svaté říše římské Wilczek, svobodný pán z Dobré zemnice a Hlučína, pán panství Klimkovice, Ostravy, Kreuzensteinu, Petrovic, Ráje atd. Svatého císařství římského katolického veličenstva tajný rada, rádce válečné rady, komoří, generál, polní maršálek, jednoho pěšího pluku velitel, velitel pevnosti Hlokova a nejvyšší vojenský velitel Slezska, zemřel 1739.“
V kapli je taktéž umístěn náhrobek Franze Josefa Wilczka.
K proměně interiéru došlo také při generálních opravách v 70. letech, například byly nahrazeny obrazy křížové cesty a z vedlejších lodí byly odstraněny pseudogotické oltáře.

## Zajímavosti
Nakloněná věž není jedinou zajímavostí. V roce 1939, při hloubení základů pro sochy, které měly být umístěny mezi starou sakristií a kaplí, se narazilo na cínovou rakev, v ní ležel panoš v mysliveckých šatech.[zdroj?] Bohužel nebylo zjištěno nic bližšího, protože když chtěli tělo přemístit, rozsypalo se na prach.

## Fotogalerie

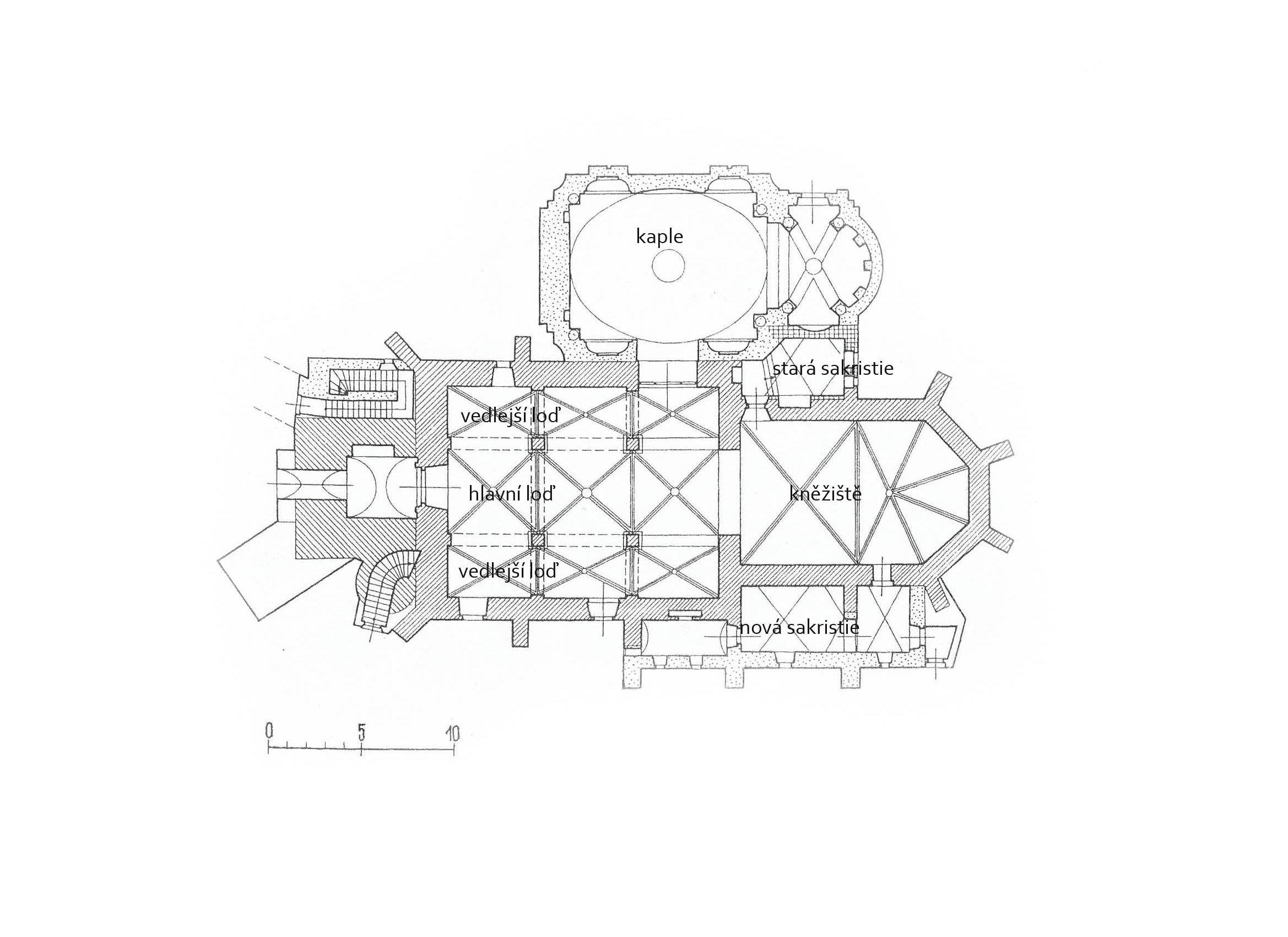
Půdorys
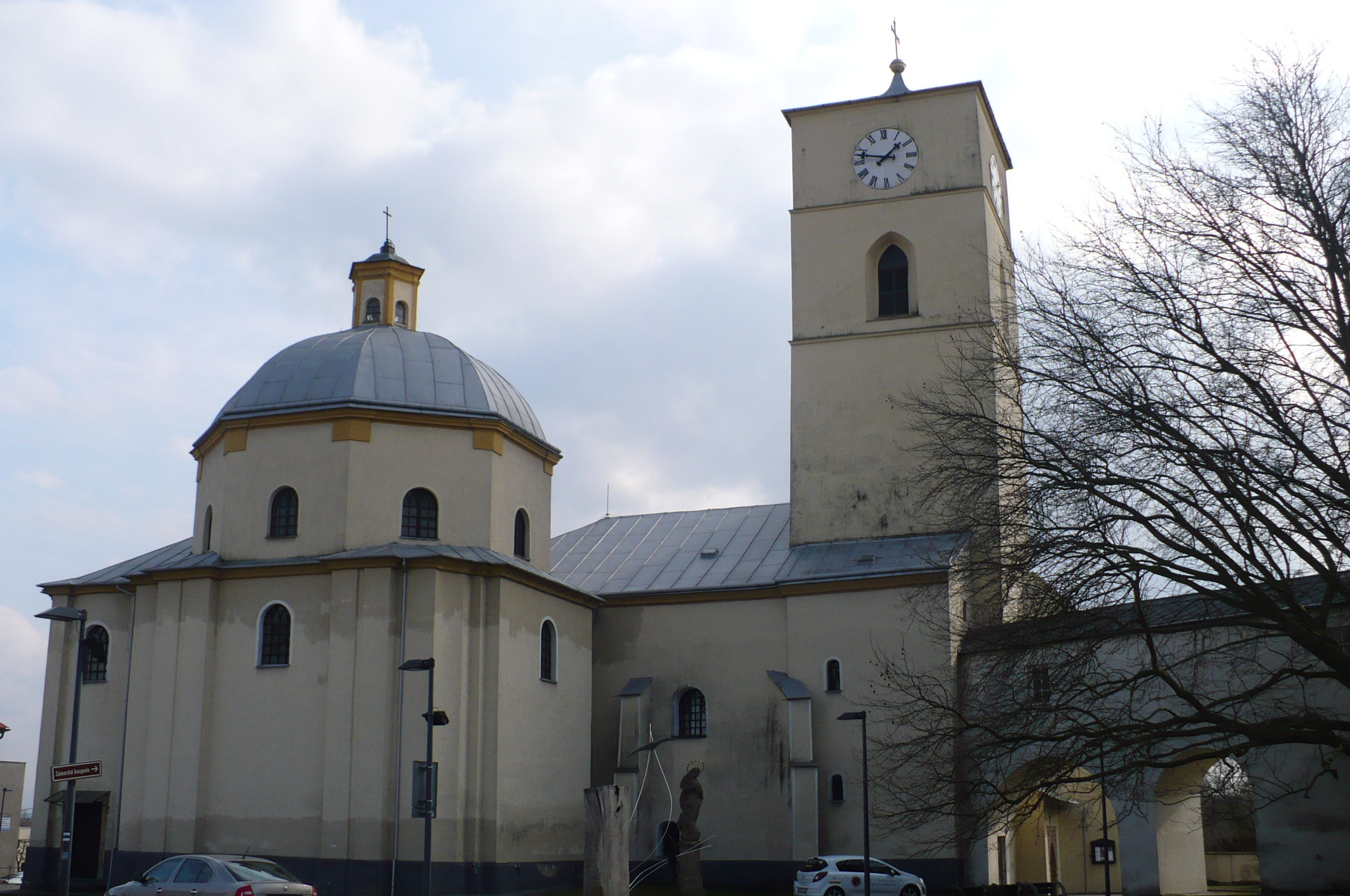
Boční pohled
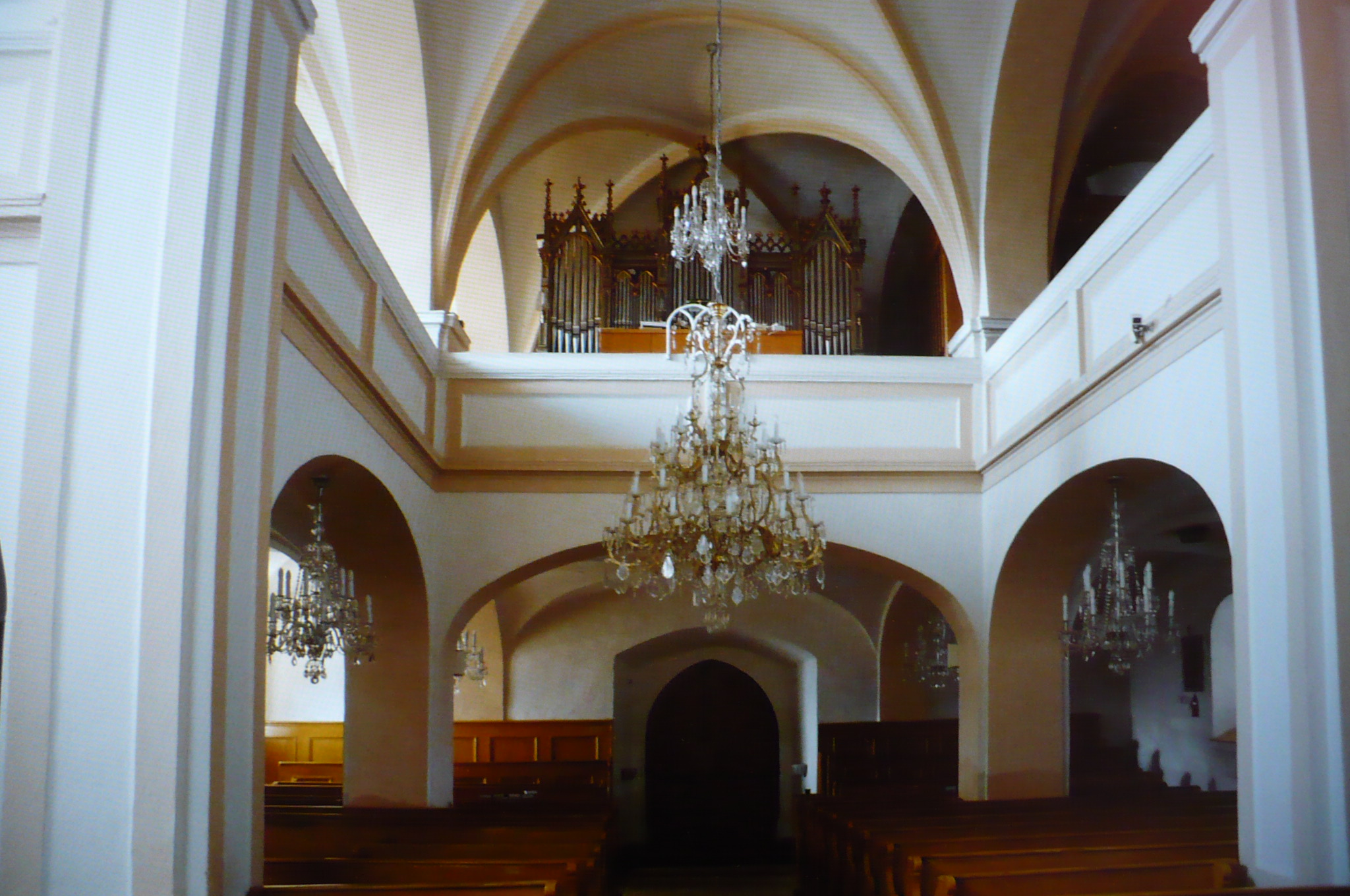
Interiér lodi
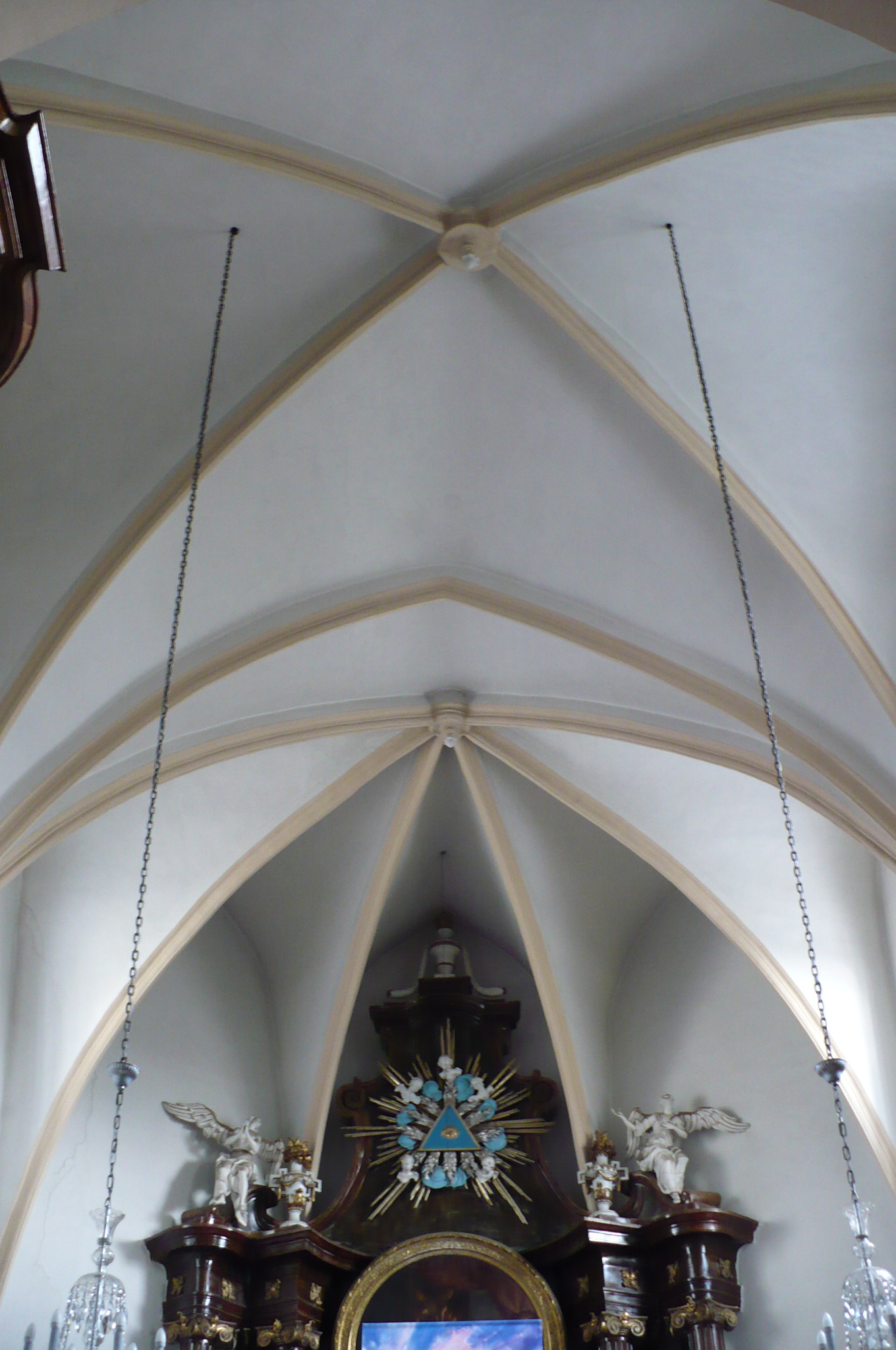
Presbytář